# Serie de Paschen
En física cuántica, la serie de Paschen (también llamada serie de Ritz-Paschen) es la serie de transiciones y líneas de emisión resultantes del átomo hidrógeno cuando un electrón salta de un estado de n ≥ 4 a n = 3, donde n se refiere al número cuántico principal del electrón. Las transiciones son denominadas secuencialmente con letras griegas: n = 4 a n = 3 es llamada Paschen-alfa, 5 a 3 es Paschen-beta, 6 a 3 es Paschen-gamma, etc.
Obtuvieron su nombre después de que el físico alemán, Friedrich Paschen las observara por primera vez en 1908.
Las longitudes de onda (nm) de las líneas de la serie de Paschen se encuentran en el infrarrojo cercano y son:
| n                                | 4      | 5      | 6      | 7      | 8     | 9     | 10    | 11    | 12    | 13    | {\displaystyle \infty } |
| Longitud de onda en el aire (nm) | 1875,1 | 1281,8 | 1093,8 | 1004,9 | 954,6 | 922,9 | 901,5 | 886,3 | 875,0 | 866,5 | 820,4                   |